# Gustav Thiefenthaler
Gustav Thiefenthaler (n. 25 iulie 1886, Unterwalden⁠(d), Elveția – d. 14 aprilie 1942, Saint Louis, Missouri, SUA) a fost un luptător ce a reprezentat Statele Unite ale Americii, medaliat olimpic. A participat la o ediție a Jocurilor Olimpice (1904) în care a câștigat o medalie de bronz.

## Participări
Lista de mai jos prezintă principalele competiții la care a participat Gustav Thiefenthaler de-a lungul carierei.
- wrestling at the 1904 Summer Olympics – men's freestyle light flyweight[*]